# Vaccineskepsis
 Denne artikel bør gennemlæses af en person med fagkendskab for at sikre den faglige korrekthed.

Vaccineskepsis, også kendt som antivaccine eller anti-vax er modstand eller afvisning af at blive vaccineret eller at få sine børn vaccineret mod smitsomme sygdomme på trods af tilgængelige vaccinationsprogrammer. World Health Organization har udnævnt vaccineskepsis som en af de 10 største trusler mod verdens helbred i 2019. Udtrykket omfatter total afvisning af vaccination, at forsinke vaccination, at acceptere vaccination, men at være usikker på deres brug eller at bruge visse vacciner, men afvise andre. Argumenter mod vaccination står ofte ifølge forskellige kilder i stærk kontrast til en videnskabelig konsensus om sikkerheden og effektiviteten ved vacciner der er blevet godkendt af relevante myndigheder. Alle vacciner der godkendes er dog ikke altid uden potentielle farer, et eksempel på dette er et fænomen hvor visse vacciner i sjældne tilfælde kan forårsage nye smitteudbrud af sygdommen der vaccineres imod, se f.eks. Poliovaccine#Vaccine-afledt polio.
Der er overvældende videnskabelig konsensus om at vacciner generelt er sikre og effektive.

## Vaccineskepsis i USA
Vaccineskepsis’en i USA nåede i 2025 et højdepunkt, da president Trumps vaccineskeptiske sundhedsministerium annoncerede termineringen af 22 mRNA vaccine-udviklingsprojekter under Biomedical Advanced Research and Development Authority (BARDA) svarende til en investering på 500 m US dollar, en beslutning, der spås lammende effekt på et af de mest signifikante videnskabelige fremskridt inden for sundhedssektoren i nyere tid.

## Generelt
Vaccineskepsis resulterer ofte i udbrud af sygdomme og i at folk dør af sygdomme som kunne være forhindret med vacciner.
World Health Organization karakteriserer derfor vaccineskepsis som én af de 10 største trusler mod verdenssundheden.
Vaccineskepsis stammer fra adskillige faktorer inklusiv en persons manglende tillid (mistro til en specifik vaccine, vaccination generelt, og/eller sundhedsvæsen (f.eks. vedr. vacciner der af forskellige årsager ikke gennemgår den normale grundige, men ofte langvarige og kostbare godkendelsesproces, der typisk involverer flere faser med både dyr og mennesker), selvtilfredshed (personen kan ikke se nødvendigheden af vaccinen eller kan ikke se værdien af vaccinen) og bekvemmelighed (tilgængelighed af vaccinen). Det har eksisteret siden opfindelsen af vaccinationer og går næsten 80 år forud for termerne "vaccine" og "vaccination". Den specifikke hypotese, som vaccineskeptikere fremsætter har ændret sig over tid.
Love om obligatorisk vaccination er blevet foreslået til lovgivningen, inklusive California Senate Bill 277 i USA og No Jab No Pay i Australien, og vaccineskeptikere har været kraftigt imod dette. Modstand mod obligatorisk vaccination kan være baseret på vaccineskepsis, bekymringer om rettigheder eller reducere offentlig tillid til vaccinationer eller mistro til medicinalindustrien. National Vaccine Information Center (USA) er den mest indflydelsesrige organisation mod vaccination.

Det er klart at der fra offentlige myndigheder og regeringers side er større tillid til visse vacciner end visse andre vacciner; dette kan f.eks. ses ved at AstraZeneca-vaccinen blev suspenderet i Danmark omkring april 2021 :
Den ene årsag er, at man nu kan konstatere en sammenhæng mellem vaccinen og alvorlige bivirkninger som sjældne blodpropper.
Senere ved starten af december 2021 har forskere publiceret forskning der efter sigende har fundet en mulig forklaring på en af disse alvorlige-men-sjældne bivirkninger:

Et amerikansk-britisk forskerhold mener at have fundet årsagen til sjældne blodpropper, som kan opstå efter vaccination mod Covid-19 med selskabet AstraZenecas vaccine. Det skriver BBC torsdag [2. december 2021].